# Pierre Pibarot
Pierre Pibarot (Alès, 23 luglio 1916 – 26 novembre 1981) è stato un calciatore e allenatore di calcio francese.

## Carriera
Prodotto dal vivaio dell'Olympique Alès, ha lasciato la squadra nel 1932 per andare a giocare nella non più esistente Sporting Club allegata al Lycée Victor Hugo-de-Marseille. Tornò all'Olympique Alès nel 1934, e faceva parte della squadra che ha vinto il campionato di Ligue 2 della stagione successiva.
La sua carriera è stata interrotta da un infortunio alla gamba ha ricevuto durante la battaglia di Narvik, nel 1940. Con il Nancy ha vinto la Coupe de France nel 1944.
Il suo vecchio club gli ha offerto il ruolo di manager nel 1945. Con lui l'Olympique Alès torna in prima divisione per la seconda volta nella sua storia.
Nel 1949 si trasferisce a Nîmes, poi lavora per la squadra nazionale francese portando la squadra ai Mondiali del 1954, esperienza provata un'altra sola volta quattro anni prima in un'amichevole contro l'Inghilterra.
Ha concluso la sua carriera con la squadra RCF Paris.
In suo onore, lo stadio principale all'Accademia di calcio di Francia a Clairefontaine è stato intitolato a lui. Anche lo stadio della sua vecchia squadra di Ales, è intitolato a lui, per ricordare il suo contributo alla squadra come giocatore e allenatore.

## Palmarès

### Allenatore

#### Competizioni nazionali
- Ligue 2: 1

Nimes: 1949-1950